# Новокиївка (Гайський міський округ)
Новоки́ївка (рос. Новокиевка) — село у складі Гайського міського округу Оренбурзької області, Росія.

## Населення
Населення — 155 осіб (2010; 229 у 2002).
Національний склад (станом на 2002 рік):
- росіяни — 38 %